# 中条村 (石川県)
中条村（ちゅうじょうむら）は、石川県河北郡に存在した村。

## 地理
- 現在の津幡町の南西部。現在干拓地となった河北潟の東に位置する。当村の西側は田園地帯中心の平坦な平野、東側は主に丘陵地となっている。
- 北陸本線の津幡駅は1954年の合併までは当村内にあり、駅開設後は津幡駅を中心に発展した。
- 現在は国道8号、国道159号の津幡バイパスがそれぞれ縦貫する。
- 川：津幡川、明神川

## 歴史
- 1889年（明治22年）4月1日 - 町村制の施行により、北中条村、南中条村、太田村、浅田村及び潟端新村の区域をもって、中条村が発足する。
- 1898年（明治31年）11月1日 - 北陸線（北陸本線）の金沢駅から高岡駅までが開業、同時に中条村内に津幡駅が開業。七尾鉄道（七尾線）との（仮）津幡駅との間は人力車によって連絡した。
- 1900年（明治33年）8月2日 - 七尾鉄道が津幡駅に乗り入れ。
- 1954年（昭和29年）3月31日 - 津幡町、中条村、井上村、笠谷村及び英田村が合併して、改めて津幡町が発足する。潟端新は潟端に名称を変更する。

## 村長
- 庭田次平